# Vocotești, Iași
Vocotești este un sat în comuna Voinești din județul Iași, Moldova, România.